# Ocamonte
Ocamonte est une municipalité colombienne située dans le département de Santander.